# Agrostis trichopodes
Agrostis trichopodes é uma espécie de gramínea do gênero Agrostis, pertencente à família Poaceae.